# Puerto Arthur

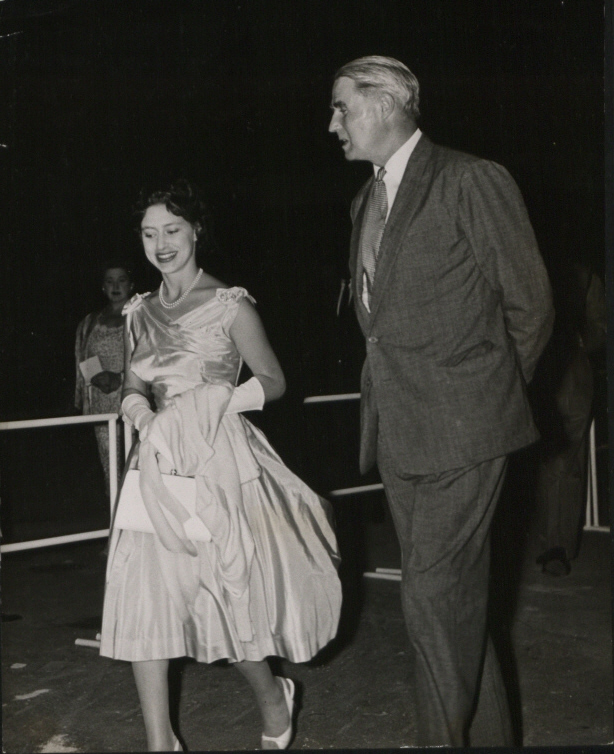
Oswald Raynor Arthur, de quien Puerto Arthur toma el nombre.

Puerto Arthur (en inglés Arthur Harbour) es un pequeño puerto ubicado entre la punta Bonaparte y la punta Norsel en la costa sudoeste de la isla Anvers en el archipiélago Palmer de la Antártida. El rápido retroceso del hielo debido al calentamiento global, reveló en 2004 que puerto Arthur está en una isla separada de la isla Anvers. En 2007 el United States Board on Geographic Names la denominó isla Amsler.

## Historia
Puerto Arthur fue cartografiado aproximadamente por la Tercera Expedición Antártica Francesa (1903–1905) liderada por Jean-Baptiste Charcot. Fue investigado con más detalles en 1955 por miembros de la Falkland Islands Dependencies Survey (FIDS), quienes establecieron una base cerca de la cabecera del puerto. Recibió su nombre por el Comité de Topónimos Antárticos del Reino Unido (UK-APC) en 1956 en homenaje a Oswald Raynor Arthur, el gobernador británico de las islas Malvinas.

## Base N
La base N o Isla Anvers (Station N — Anvers Island) del Reino Unido se ubicaba (64°46′S 64°05′O / -64.767, -64.083) en puerto Arthur. Fue establecida el 27 de febrero de 1955 y desocupada el 10 de enero de 1958. La cabaña fue cedida a la base Palmer de Estados Unidos el 2 de julio de 1963 y convertida en laboratorio biológico en enero de 1965. Reabierta como soporte aéreo en 1969 hasta que en 1973 las operaciones aéreas fueron transferidas a la base T, siendo la pista usada ocasionalmente hasta el 15 de noviembre de 1993. Cuando era renovada la base fue destruida por el fuego el 28 de diciembre de 1971. Personal de Estados Unidos retiró las ruinas en 1990-1991 permaneciendo solo los cimientos de hormigón.

## Área importante de aves
Unas 214 ha de tierra y mar al norte de puerto Arthur, cerca de 1–2 km al noroeste de la Base Palmer, han sido identificadas como un área importante para la conservación de las aves (IBA) por BirdLife International. El sitio comprende: punta Norsel, isla Humble, isla Breaker, rocas Elefante y la Isla Torgersen, junto con la zona marina intermedia. Algunas de las islas han sido designadas zonas restringidas dentro de la Zona Antártica Especialmente Administrada Sudoeste de la Isla Anvers y Cuenca Palmer. El sitio es una IBA debido a su soporte a las colonias de cría de aves marinas, incluyendo pingüinos de Adelia (11 500 parejas), pingüinos macaroni, petreles gigantes antárticos y cormoranes imperiales.

## Reclamaciones territoriales
Argentina incluye al fondeadero en el departamento Antártida Argentina dentro de la provincia de Tierra del Fuego, Antártida e Islas del Atlántico Sur; para Chile forma parte de la comuna Antártica de la provincia Antártica Chilena dentro de la Región de Magallanes y de la Antártica Chilena; y para el Reino Unido integra el Territorio Antártico Británico. Las tres reclamaciones están sujetas a las disposiciones del Tratado Antártico.
Nomenclatura de los países reclamantes: 
- Argentina: Puerto Arthur[4]
- Chile: ?
- Reino Unido: Arthur Harbour[5]